# Всемирная ассоциация женского бильярда и снукера
Всемирная ассоциация женского бильярда и снукера (англ. World Ladies Billiards and Snooker Association, часто встречается аббревиатура WLBSA) — генеральная управленческая организация женского английского бильярда и снукера.

## История и деятельность
WLBSA была образована в 1981 году как организация, руководящая мировым женским бильярдом. С 1997 по 2003 она фактически являлась частью WPBSA — всемирной ассоциации профессионального бильярда и снукера.
Основатель WLBSA — экс-чемпионка мира по снукеру Мэнди Фишер, которая в настоящее время является её президентом.
В WLBSA зарегистрировано более 100 бильярдисток по всему миру. Одним из преимуществ женской ассоциации над WPBSA (всемирной профессиональной ассоциацией бильярда и снукера) является более широкая география игроков — например, в чемпионате мира недавно приняли участие представители не менее чем 18 стран мира. Среди них — Австралия, Новая Зеландия, Япония, Индия, ЮАР, Бразилия, Сингапур, Бельгия, Голландия, Франция, Германия, Швеция, Польша, Норвегия, Ирландия, Шотландия, Англия и Уэльс.
Официальный турнирный календарь (сезон) WLBSA состоит из шести рейтинговых соревнований, которые проводятся в различных бильярдных клубах Англии. Названия некоторых турниров совпадают с теми, что существовали (или существуют до сих пор) в мэйн-туре (British Open, чемпионат Великобритании, чемпионат мира). Хотя в последнее время количество участниц турниров немного уменьшилось из-за недостаточного финансирования, по крайней мере 40 игроков регулярно выступают на каждом соревновании. Множество финальных матчей проходят в известных и престижных аренах, таких, как шеффилдский Крусибл.
Также существует рейтинг WLBSA, основывающийся на выступлениях бильярдисток в сезоне. Рейтинг существует уже достаточно продолжительное время, но даже теперь в него входит всего 31 игрок.
В сезоне 2010/2011 четыре из шести турниров ассоциации будут иметь спонсорскую поддержку.
WLBSA сотрудничает с другими крупными организациями — IBSF, WPBSA и EBSA (европейской ассоциацией снукера и бильярда). Ежегодно проходят женский чемпионат мира IBSF и чемпионат Европы EBSA. Кроме того, лучшие участницы женской ассоциации могут получить статус профессионального игрока и принять участие, например, в мэйн-туре. Такого успеха в разное время добивались Энн-Мэри Фаррен, Эллисон Фишер, Стейси Хиллъярд и Риан Эванс. При этом бильярдистки могут совмещать карьеру в WPBSA и WLBSA.
Главная цель всемирной женской ассоциации бильярда и снукера — поощрять любительниц бильярда и привлекать как можно больше новых игроков. Поскольку женский бильярд и снукер развиты пока намного меньше, чем у мужчин, ограничений по отбору и принятию новых участниц практически не существует.

## Состав
Председателем ассоциации с момента её основания и до апреля 2011 года была Мэнди Фишер; теперь она — президент WLBSA и директор всех турниров под эгидой ассоциации. Действующим председателем является Брайан Харви, который ранее занимал пост управления финансами. Секретарь — Вики Эшби, которая, наряду со своей деятельностью здесь, участвует и в самом игровом туре. Вопросами спонсирования управляет Тина Оуэн-Сэвилтон. Всего в администрации состоят девять человек.